# Підкорювачі гір
«Підкорювачі гір» — радянський короткометражний художній комедійний фільм, знятий кіностудією «Грузія-фільм» у 1977 році. Новела з циклу короткометражних фільмів Резо Габріадзе про веселі пригоди трьох дорожніх майстрів (дивись «Парі»). Випускався на VHS виданням «Майстер Тейп» в серії «Короткометражних фільмів Резо Габріадзе».

## Сюжет
Зустрівши дорожніх робітників, які перебували у відпустці, спортивний інструктор переконує їх записатися в секцію альпінізму і приступити до підкорення навколишніх вершин. Отримавши альпіністське спорядження, але не маючи будь-яких навичок орієнтування на місцевості, троє друзів приступають до «підкорення» вершин, потрапляючи при цьому у всякі непередбачені ситуації. Заключне нічне сходження закінчується тим, що вони зустрічають ранок на даху того ж будинку, звідки починалася їх подорож.

## У ролях
- Кахі Кавсадзе — Бесо (Віссаріон), головний герой
- Баадур Цуладзе — Гігла, головний герой
- Гіві Берікашвілі — Авесалом, головний герой
- Грігол Грдзелішвілі — епізод
- Джимі Ломідзе — епізод
- Михайло Сімхаєв — епізод
- Нодар Чогошвілі — епізод

## Знімальна група
- Режисери — Реваз Габріадзе, Аміран Дарсавелідзе
- Сценарист — Реваз Габріадзе
- Оператор — Лері Мачаїдзе
- Композитор — Нана Авалішвілі
- Художник — Важа Джалаганія